# Municipio de Oak Creek (condado de Butler)
El municipio de Oak Creek (en inglés: Oak Creek Township) es un municipio ubicado en el condado de Butler en el estado estadounidense de Nebraska. En el año 2010 tenía una población de 500 habitantes y una densidad poblacional de 5,38 personas por km².

## Geografía
El municipio de Oak Creek se encuentra ubicado en las coordenadas 41°11′1″N 96°57′27″O / 41.18361, -96.95750. Según la Oficina del Censo de los Estados Unidos, el municipio tiene una superficie total de 92.93 km², de la cual 92,13 km² corresponden a tierra firme y (0,85 %) 0,79 km² es agua.

## Demografía
Según el censo de 2010, había 500 personas residiendo en el municipio de Oak Creek. La densidad de población era de 5,38 hab./km². De los 500 habitantes, el municipio de Oak Creek estaba compuesto por el 99,8 % blancos, el 0,2 % eran de otras razas. Del total de la población el 0,6 % eran hispanos o latinos de cualquier raza.